# Wilhelm Kuehs

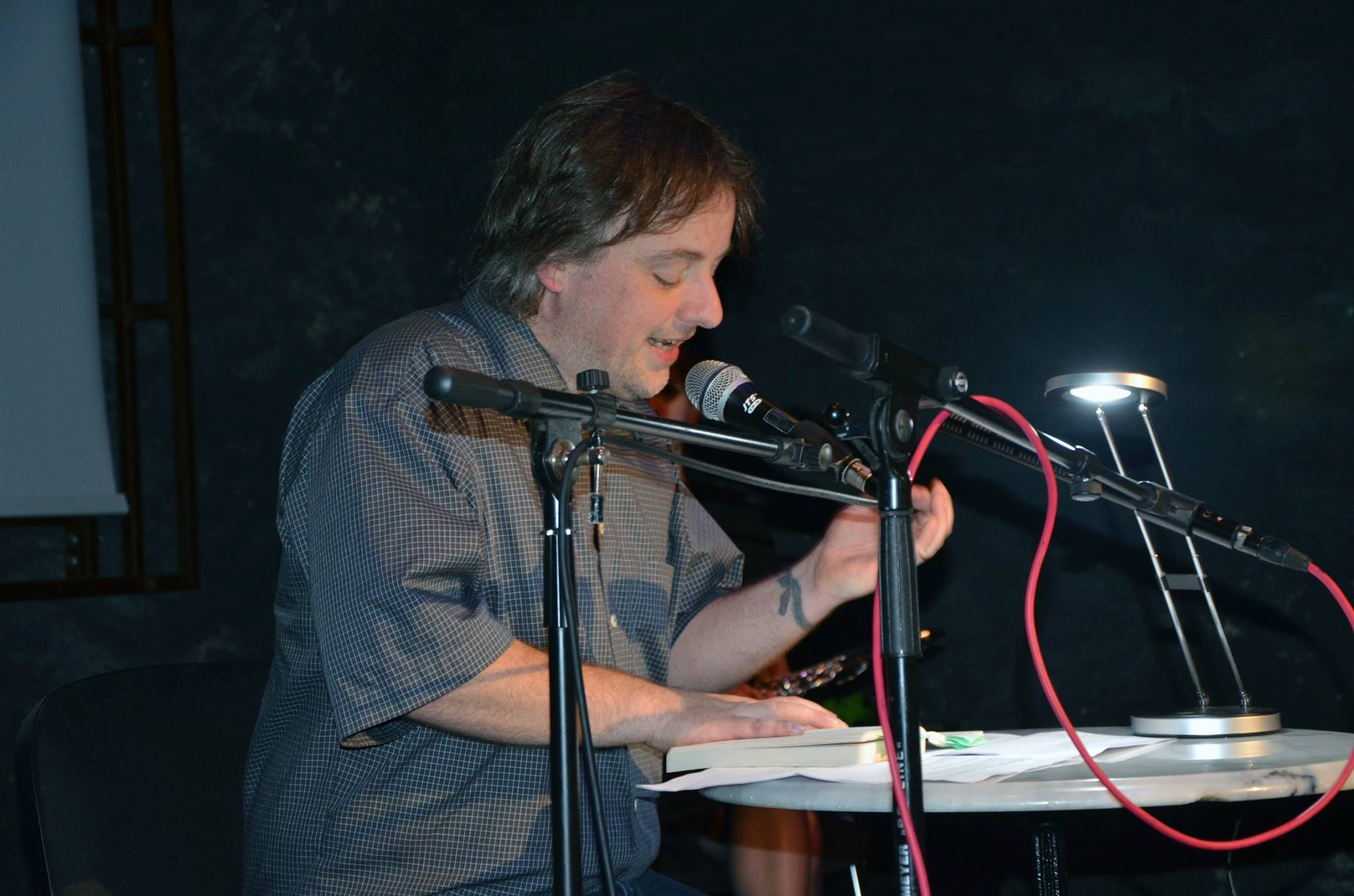
Wilhelm Kuehs im Juli 2015

Wilhelm Kuehs (* 19. November 1972 in Wolfsberg) ist ein österreichischer Schriftsteller und Germanist.

## Leben
Wilhelm Kuehs wuchs in St. Stefan im Lavanttal auf.
Er studierte Germanistik und Komparatistik an der Universität Klagenfurt. Während seines Studiums arbeitete er für verschiedene Kärntner Tageszeitungen. Von 1999 bis 2001 arbeitete Kuehs als Lektor für deutsche Sprache und Literatur an der kroatischen Josip-Juraj-Strossmayer-Universität Osijek. Zwischenzeitlich ist er auch als Lehrbeauftragter an der Universität Klagenfurt tätig. Im Juli 2014 promovierte er dort im Fach Deutsche Philologie.
Wilhelm Kuehs hat mehrere Romane und Sachbücher veröffentlicht, besondere Bekanntheit erlangte er mit seinen Veröffentlichungen von Sagen aus Kärnten und der umliegenden Adria-Region.
Im Rahmen des Bleiburger Literaturwettbewerbs „Kärnten wortwörtlich – Koroška v besedi“ gewann er im November 2014 mit seinem Text Sarajevo Falling den Hauptpreis in der Kategorie Prosa. Im Mai 2015 wurde mit „Der letzte Rock hat keine Taschen“ der erste Band seiner Kriminalserie rund um den Journalisten Ernesto Valenti veröffentlicht.
In seinem 2022 veröffentlichten historischen Roman Kein Mensch ist eine Insel, erzählt Kuehs die Geschichte der Rettung der Juden und Jüdinnen vor der NS-Vernichtung auf der griechischen Insel Zakynthos.
Er ist verheiratet und lebt zusammen mit seiner Familie in Völkermarkt.

## Werke
- Die Thrud, Tandaradai Verlag/Edition Wolfsberg, 1993, ISBN 3-901078-10-X
- Das schreibende Tal, Der Wolf-Verlag, Wolfsberg, 1995. (als Herausgeber), ISBN 3-901551-02-6
- Die Fakel des Orpheus, Der Wolf-Verlag, Wolfsberg, 1996. (zusammen mit Hanns Renger), ISBN 3-901551-15-8
- Das malende Tal, Der Wolf-Verlag, Wolfsberg, 1998. (als Herausgeber), ISBN 3-901551-14-X
- Die gläsernen Ringe des Satans, Aarachne, Wien 1998, ISBN 3-85255-032-7
- Die Saligen, Sagen aus Kärnten, Hermagoras, Klagenfurt am Wörthersee, 2006, ISBN 3-7086-0253-6
- Sagen aus Kärnten, Friaul und Slowenien, Styria, Wien, 2012, ISBN 978-3-7012-0115-0
- Im Schatten des Krieges, Ein Ernesto Valenti Roman, 2012
- Der Vampir von Vukovar (Ernesto Valenti Stories – Kurzgeschichte), 2012
- Kärntner Sagen, Tyrolia, Innsbruck [u. a.], 2013 (zusammen mit Jakob Kirchmayr), ISBN 978-3-7022-3314-3
- Mythenweber. Soziales Handeln und Mythos, Springer VS, Wiesbaden, 2015, ISBN 978-3-658-09812-4
- Der letzte Rock hat keine Taschen. Ein Kärnten Krimi, Haymon, Innsbruck, 2015, ISBN 978-3-7099-7804-7
- Wer zuletzt lacht. Ein Kärnten Krimi, Haymon, Innsbruck, 2016, ISBN 978-3-7099-7824-5
- Dianas Liste. Ein biografischer Roman, Tyrolia, Innsbruck, 2017, ISBN 978-3-7022-3597-0
- Mein letzter Wille geschehe: Ein Kärnten-Krimi, Haymon, Innsbruck, 2017, ISBN 978-3-7099-7883-2
- Ortstafelmord, Federfrei Verlag, 2022, ISBN 978-3-99074-182-5
- Kein Mensch ist eine Insel, Dachbuch Verlag, 2022, ISBN 978-3-903263-45-1
- Die Bienenkönigin, Federfrei Verlag, 2023, ISBN 978-3-99074-223-5
- Privileg, Federfrei Verlag, 2024, ISBN 978-3-99074-279-2